# Synagoga Tempel we Lwowie

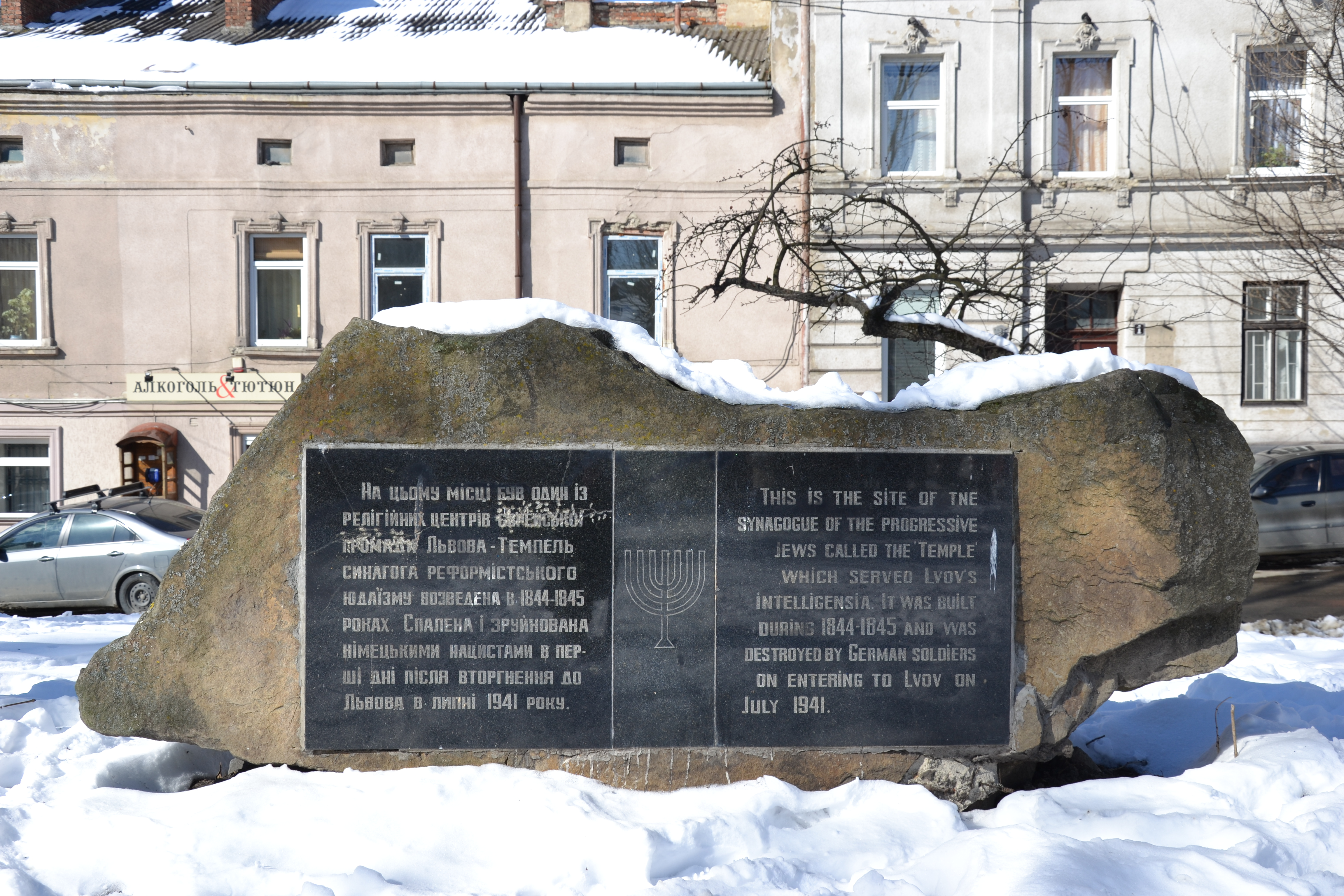
Obelisk upamiętniający synagogę Tempel

Synagoga Tempel we Lwowie, zwana także Nową – nieistniejąca synagoga znajdująca się we Lwowie pośrodku Starego Rynku, na Żółkiewskiem. Była jedną z dziewięciu synagog w Europie wzniesionych na planie koła.

## Historia
Budowę synagogi postępowej we Lwowie zaproponował w 1840 adwokat Emanuel Blumenfeld. Planowano budowę na placu Strzeleckim, jednak duchowieństwo pobliskiego kościoła i klasztoru Benedyktynek wyraziło sprzeciw.
Dnia 4 lipca 1843 roku Namiestnictwo dało zgodę na sprzedaż wspólnocie żydowskiej parceli pośrodku placu Starego Rynku, na której w latach 1843–1846 zbudowano synagogę Tempel. Za autora pomysłu uważano nieznanego imienia architekta Lewickiego, który zaproponował wspólnocie żydowskiej swój projekt jeszcze w październiku 1840 roku. Realizacją projektu kierował architekt Jan Salzman. Wzorem wnętrza dla synagogi była Synagoga Miejska w Wiedniu przy Seitenstattgasse 4.
Poświęcenie nowej synagogi odbyło się 18 września 1846 roku. Z synagogą związana była działalność wybitnych lwowskich rabinów: Abrahama Kohna, Jecheskiela Caro, Bernarda Loewensteina czy Jecheskiela Lewina. Podczas II wojny światowej, po wkroczeniu wojsk niemieckich do Lwowa 30 czerwca 1941 roku, synagoga została spalona przez Niemców 14 sierpnia 1941, wraz z innymi lwowskimi synagogami.
Po zakończeniu wojny nie została odbudowana.
Obecnie na miejscu gdzie stała synagoga znajduje się pamiątkowy obelisk z tablicą z treścią w językach ukraińskim i angielskim oraz wizerunkiem menory.